# Campeonato de Nações da CFU
O Campeonato de Nações da CFU (algumas vezes chamado de Campeonato da CFU), foi uma competição de futebol disputado somente por seleções do Caribe disputado entre os anos de 1978 e 1988. Esta era a competição antecessora a Copa do Caribe.

## Resultados
| Campeonato de Nações da CFU | Campeonato de Nações da CFU | Campeonato de Nações da CFU | Campeonato de Nações da CFU | Campeonato de Nações da CFU | Campeonato de Nações da CFU | Campeonato de Nações da CFU |
| --------------------------- | --------------------------- | --------------------------- | --------------------------- | --------------------------- | --------------------------- | --------------------------- |
| Ano                         | Sede                        |                             | Colocação final             | Colocação final             | Colocação final             | Colocação final             |
| Ano                         | Sede                        | Campeão                     | Vice                        | 3º Lugar                    | 4º Lugar                    |                             |
| 1978 Detalhes               | Trinidad e Tobago           | Suriname                    | Trinidad e Tobago           | Haiti                       | Antígua e Barbuda           |                             |
| 1979 Detalhes               | Suriname                    | Haiti                       | São Vicente e Granadinas    | Suriname                    | Trinidad e Tobago           |                             |
| 1981 Detalhes               | Porto Rico                  | Trinidad e Tobago           | São Vicente e Granadinas    | Guadalupe                   | Porto Rico                  |                             |
| 1983 Detalhes               | Guiana Francesa             | Martinica                   | Trinidad e Tobago           | Guiana Francesa             | Antilhas Neerlandesas       |                             |
| 1985 Detalhes               | Barbados                    | Martinica                   | Barbados                    | Suriname                    | Guadalupe                   |                             |
| 1988 Detalhes               | Martinica                   | Trinidad e Tobago           | Antígua e Barbuda           | Martinica                   | Guadalupe                   |                             |

## Desempenho
| Seleção                  | Títulos        | Vices          |
| ------------------------ | -------------- | -------------- |
| Trinidad e Tobago        | 2 (1981, 1988) | 2 (1978, 1983) |
| Martinica                | 2 (1983, 1985) | 0              |
| Suriname                 | 1 (1978)       | 0              |
| Haiti                    | 1 (1979)       | 0              |
| São Vicente e Granadinas | 0              | 2 (1979, 1981) |
| Barbados                 | 0              | 1 (1985)       |
| Antígua e Barbuda        | 0              | 1 (1988)       |